# William Wirtz
Pour les articles homonymes, voir Wirtz.
William Wirtz, dit Rocky, né le 5 octobre 1952 à Chicago (Illinois) et mort le 25 juillet 2023 à Evanston (Illinois), est un homme d'affaires américain. 
Il dirige la Wirtz Corporation, est propriétaire et président de l'équipe de hockey sur glace des Blackhawks de Chicago depuis 2007 et copropriétaire du United Center où se produisent les Blackhawks ainsi que les Bulls de Chicago, franchise de basket-ball.